# Родина Щепанюк

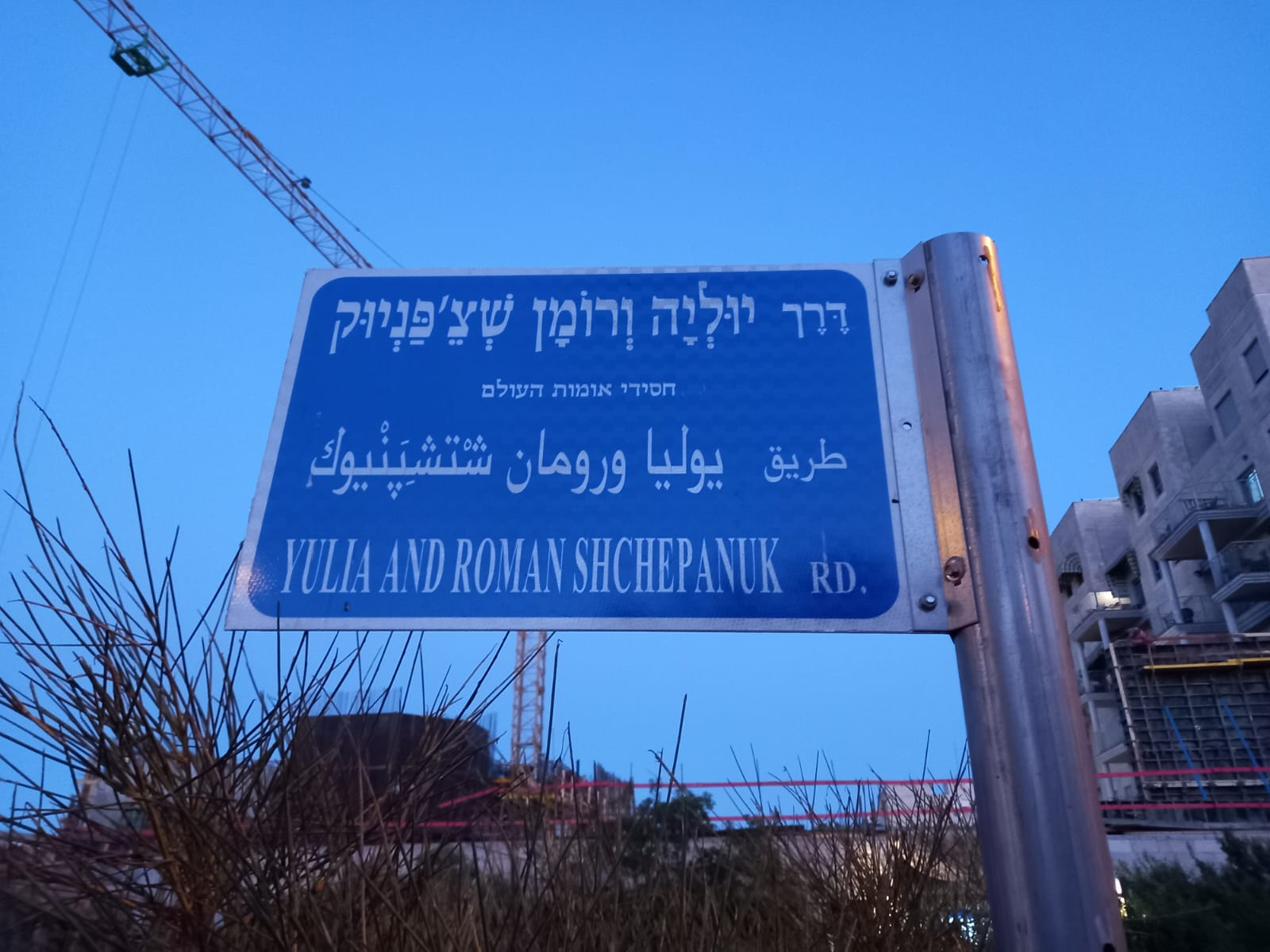
На честь подружжя названо вулицю в Єрусалимі

Юлія (? — пом. 1962) та Роман Щепанюк — родина праведників народів світу з Борислава. Під час німецької окупації міста переховували єврейську родину Вайсів та їх родичку Гелену Грінфілд. У 1982 році визнані Праведниками народів світу. На честь родини Щепанюк названо вулицю в Єрусалимі.